# Удараљке
Удараљке су по грађи најпримитивнији род музичких инструмената. Од прадавних времена па до данас оне су се јављале у различитим облицима и врстама у народној и уметничкој музици. Звук се добија ударом по звучном извору. Удара се руком (тамбурин), разним врстама палица (тимпани, гонг, звона, ксилофон и други), металном шипком (тријангл) или једном површином о другу (чинели, кастањете), ређе помоћу механизма (челеста). Према врсти звука које производ, удараљке се деле на оне које дају звук одређене висине - мелодијске и оне са неодређеном висином тона. Улога удараљки је да подвуку карактеристичан ритам и дају динамичку подлогу и звучну боју целом оркестру.
Искључујући зоомузиколошке инструменте и људски глас, верује се да породица удараљки укључује најстарије музичке инструменте. И поред тога што је веома уобичајен термин за означавање инструмената и њихово повезивање са њиховим свирачима, ударачима, удараљке нису систематска класификациона категорија инструмената, како је то описује научна област органологије. У наставку је приказано да удараљке могу припадати органолошким класама идеофона, мембранофона, аерофона и кордофона.
Ударачки инструменти се најчешће деле у две класе: удараљке са високим тоном, који производе ноте са препознатљивом тоном, и ударачки инструменте без тона, који производе ноте или звукове у неодређеном тону.

## Функција
Ударачки инструменти могу свирати не само ритам, већ и мелодију и хармонију.
Удараљке се обично називају „кичма” или „откуцаји срца” музичког ансамбла, често делујући у блиској сарадњи са бас инструментима, када су присутни. У џез и другим ансамблима популарне музике, пијаниста, басиста, бубњар и понекад гитариста се називају ритам секцијом. Већина класичних комада написаних за комплетан оркестар још од времена Хајдна и Моцарта је оркестрирана тако да се нагласак стави на гудаче, дрвене дуваче и лимене дуваче. Међутим, често је укључен бар један пар тимпана, иако ретко свирају непрекидно. Уместо тога, они служе да дају додатне акценте када је то потребно. У 18. и 19. веку, други ударачки инструменти (попут троугла или чинела) коришћени су, опет углавном ретко. Употреба удараљки постала је све чешћа у класичној музици 20. века.
У скоро сваком музичком стилу, удараљке играју кључну улогу. У војним и гусларским оркестрима, ритам бас бубња држи војнике у кораку и редовном брзином, а чинилац је који даје тај оштар, одлучујући тон у складу са мелодијом пука. У класичном џезу, човек скоро одмах помисли на препознатљив ритам хај-хата или рајд чинела. У новијој популарно-музичкој култури, готово је немогуће навести три или четири рок, хип-хоп, реп, фанк или чак соул листе или песме које немају неку врсту ударачког ритма који одржава мелодију у времену.

## Класификација
Ударачки инструменти се класификују по различитим критеријумима понекад у зависности од њихове конструкције, етничког порекла, функције у оквиру музичке теорије и оркестрације, или њихове релативне преваленције у опште познатом.
Реч percussion потиче од латинског глагола percussio ударати, ударити у музичком смислу и именице percussus, батина. Као именицу у савременом енглеском, Викиречник је описује као судар два тела да би се произвео звук. Термин није јединствен само за музику, већ има примену у медицини и оружју, као у ударачкој капи. Међутим, сматра се да све познате употребе речи percussion деле сличну линију почевши од оригиналног латинског percussus. Дакле, у музичком контексту, назив удараљке је можда првобитно скован да опишу породицу музичких инструмената укључујући бубњеве, звечке, металне плоче или блокове које музичари ударају да би произвели звук.
Хорнбостел-Заксов систем нема секцију високог нивоа за удараљке. Већина ударачких инструмената, како се тај термин обично разуме, класификовани су као идиофони и мембранофони. Међутим, термин удараљке се уместо тога користи на нижим нивоима Хорнбостел-Заксове хијерархије, укључујући и идентификацију инструмената који се ударају било руком, штапом, ударачем или о незвучни предмет, људско тело, тло. Ово је супротно од потреса, који се односи на инструменте са два или више комплементарних звучних делова који ударају један о други и других значења.

## Удараљке са одређеном висином тона
Овде спадају мелодијске удараљке на којима се може произвести један или више тонова одређене висине. То су тимпани, гонг, челеста, вибрафон, звона, звончићи, ксилофон, и други.

## Удараљке са неодређеном висином тона
У ову групу спадају бројне и разноврсне удараљке: велики и мали бубањ, тамбурин, чинели, даире, штапићи, триангл, кастањете и други. Како ове удараљке производе звук неодређене висине, то је њихов значај првенствено ритмички, динамички и колористички.